# Tridentella recava
Tridentella recava is een pissebed uit de familie Tridentellidae. De wetenschappelijke naam van de soort is voor het eerst geldig gepubliceerd in 1986 door Thomas Elliot Bowman III.